# Die Gänseprinzessin (2022)
Die Gänseprinzessin ist ein Märchenfilm von Frank Stoye aus dem Jahr 2022. Er wurde von der Kurhaus production im Auftrag des Südwestrundfunks für die ARD-Reihe Sechs auf einen Streich produziert. Der Film basiert frei auf Motiven des Märchens Die Gänsehirtin am Brunnen der Brüder Grimm.

## Handlung
Die fröhliche Prinzessin Apollonia „Polly“, die gern Witze reißt und Streiche spielt, hat es schwer – ihr Vater, König Klaus, kann kein Lachen vertragen und hat dauerhafte Staatstrauer erlassen, nachdem vier Jahre zuvor der Kronprinz Nepomuk spurlos verschwand. Die Lage eskaliert, als Polly ihre beiden Zofen bei der alljährlichen Trauerfeier am Tage des Verschwindens ihres Bruders zum Lachen bringt und damit das versammelte Volk ansteckt. Außer sich verbannt der König seine Tochter. Doch dann trauert er so sehr um sie, dass sich die Königin Kunigunde um die Amtsgeschäfte kümmern muss. Sie erhöht den Druck mehr und mehr, schließlich werden sogar Kinder eingekerkert, wenn sie in der Öffentlichkeit lachen.
Währenddessen durchreist der abenteuerlustige Leif das Land und wird Zeuge von der Verhaftung des Widerstandskämpfers Hagen durch die Männer des Königs. Er befreit ihn, sie werden verfolgt, können den Wachen jedoch mit Hilfe einer alten Zauberin entkommen. Sie führt Leif und Hagen auf eine magische Lichtung im Wald, wo sie zusammen mit einem halbwüchsigen Mädchen, die sie als ihre Tochter vorstellt, und vielen Gänsen in einer einfachen Hütte lebt.
Während die Tochter und Hagen sich bald sympathisch sind, besteht zwischen ihr und Leif gegenseitige Abneigung. Er verachtet ihren niedrigen Beruf, sie seine Aufschneidereien. Doch kann er die Hütte nicht verlassen, ohne von den Wachen des Königs verfolgt zu werden. Widerwillig lässt er sich auf das Gänsehüten ein.
Durch Zufall erkennen Leif und die Tochter sich eines Nachts als Geschwister. Er ist Nepomuk, sie ist Polly, die bei der Zauberin Unterschlupf gefunden hat. Polly redet auf Nepomuk ein, sich seinen Eltern zu zeigen, was ihm sehr schwerfällt. Er sei nur deshalb davongelaufen, weil ihm das Leben am Hof nicht gepasst habe. Doch sieht er ein, dass sie recht hat – es liegt an ihm allein, das Reich wieder fröhlich zu machen. So ziehen sie zum Schloss, mit den Gänsen, bei denen es sich um die verzauberten gefangenen Kinder handelt.
Beim Festgelage angesichts des Wiedersehens übergibt der König die Herrschaft an Polly, die fortan mit Hagen zusammen für Freude sorgt. Nepomuk zieht wieder in die Welt und sucht Abenteuer. 

## Hintergrund

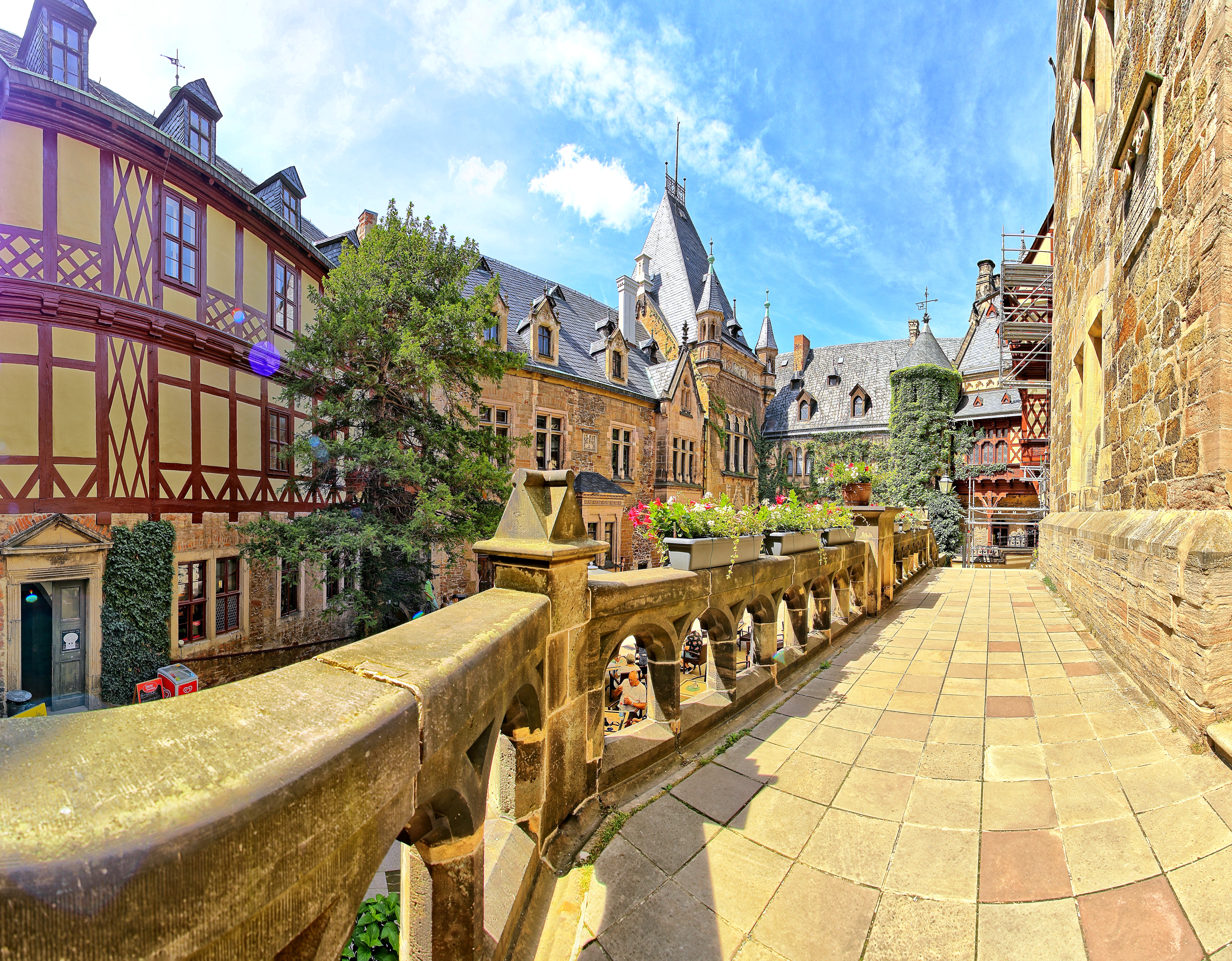
Innenhof vom Schloss Wernigerode

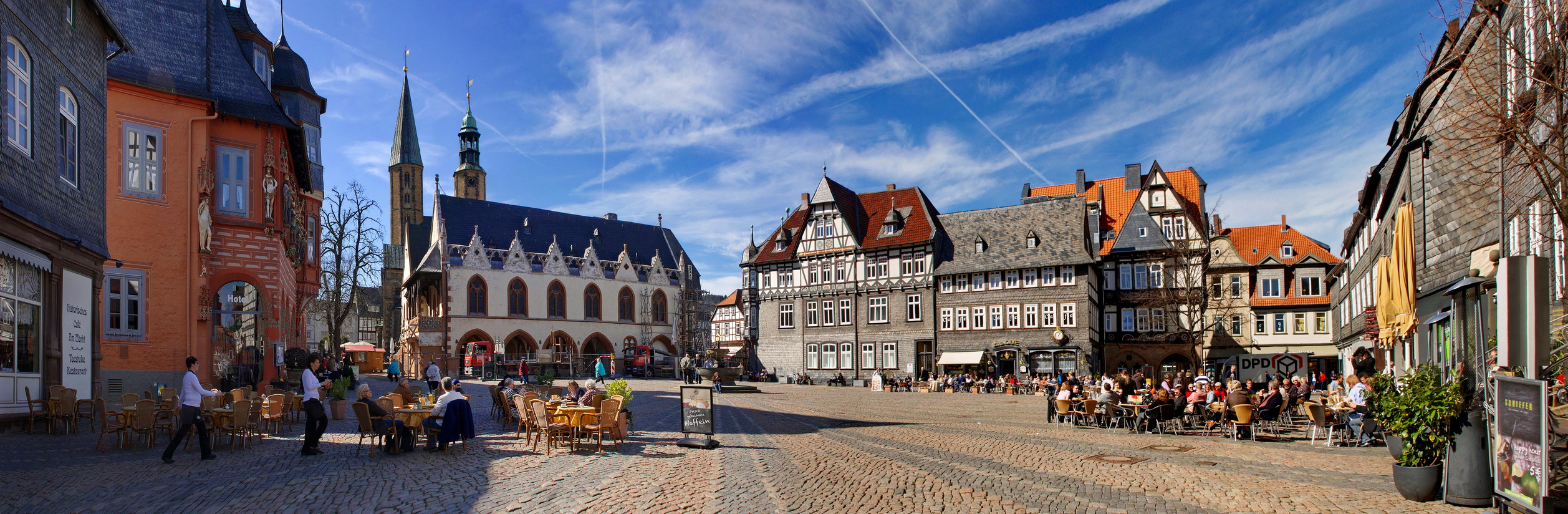
Goslar

Die Dreharbeiten fanden im Juni 2022 im Schloss Wernigerode und in Goslar statt – darüber hinaus in einem Wald bei Ilsenburg im Harz.
Der Märchenfilm wurde als erstes auf dem Internationalen Filmfestival Schlingel in Chemnitz im Oktober 2022 dem jungen Publikum vorgestellt – er lief außer Konkurrenz im Filmprogramm.

## Rezeption
Auf tittelbach.tv vergab Tilmann P. Gangloff 3,5 von sechs Sternen. Die Geschichte sei sympathisch, das Ensemble auch, aber die Inszenierung sei etwas ereignislos.